# Etihad Stadion (Manchester)
A City of Manchester Stadion (jelenlegi neve az Etihad Airways szponzor miatt Etihad Stadion ) a Manchester City FC stadionja, az Egyesült Királyság tizenkettedik legnagyobb stadionja, befogadóképessége 55 097.
A stadionban a legtöbb néző (47 435) a 2012. május 13-i Queens Park Rangers elleni 3:2-es győzelem alkalmával volt, melyen Sergio Agüero 95. percben lőtt góljával 44 év után újra angol bajnok lett a Manchester City.
A 2015–16-os szezonra a stadiont kibővítették és már 55 097 néző befogadására alkalmas.
Itt rendezték 2008-ban az UEFA Kupa döntőjét. A stadion rögbimeccseknek, boksz világbajnokságnak és koncerteknek is otthont adott már.

## Megnyitás
Az első hivatalos labdarúgó mérkőzést 2003. augusztus 10-én játszotta a Manchester City és a Barcelona, melyet a Manchester City nyert 2–1-re. Az első gólt Nicolas Anelka szerezte.
Az első tétmérkőzést 4 napra rá rendezték, az UEFA-kupában a Manchester City a walesi TNS csapatát fogadta, melyen szintén a City nyert, 5–0-ra. Ezen a mérkőzésen az első gólt Trevor Sinclair lőtte.
A Premier League-et a Manchester City idegenben kezdte, a 2. fordulóban a Portsmouth-t fogadta, mely 1–1-es döntetlennel ért véget.

## Befogadóképesség
| Szezon  | Kapacitás | Átlagnézőszám | %     | PL rang                                                          |
| ------- | --------- | ------------- | ----- | ---------------------------------------------------------------- |
| 2015–16 | 55,097    |               |       |                                                                  |
| 2014–15 | 46,708    | 45,365        | 97,1% | 4.                                                               |
| 2013–14 | 47,405    | 47,080        | 99,3% | 4.                                                               |
| 2012–13 | 47,405    | 46,974        | 99,1% | 4.                                                               |
| 2011–12 | 47,405    | 47,045        | 99,2% | 4. Archiválva 2012. február 5-i dátummal a Wayback Machine-ben   |
| 2010–11 | 47,405    | 45,905        | 96,8% | 4. Archiválva 2011. december 11-i dátummal a Wayback Machine-ben |
| 2009–10 | 47,405    | 45,513        | 95,4% | 3. Archiválva 2012. október 24-i dátummal a Wayback Machine-ben  |
| 2008–09 | 47,405    | 42,900        | 90,5% | 5. Archiválva 2012. október 24-i dátummal a Wayback Machine-ben  |
| 2007–08 | 47,715    | 42,126        | 88,3% | 6. Archiválva 2012. október 24-i dátummal a Wayback Machine-ben  |
| 2006–07 | 47,726    | 39,997        | 83,8% | 6. Archiválva 2012. október 24-i dátummal a Wayback Machine-ben  |
| 2005–06 | 47,726    | 42,856        | 89,8% | 4. Archiválva 2012. október 24-i dátummal a Wayback Machine-ben  |
| 2004–05 | 47,726    | 45,192        | 94,7% | 4. Archiválva 2012. október 24-i dátummal a Wayback Machine-ben  |
| 2003–04 | 47,726    | 46,834        | 98,1% | 4. Archiválva 2012. október 24-i dátummal a Wayback Machine-ben  |

## Közlekedés

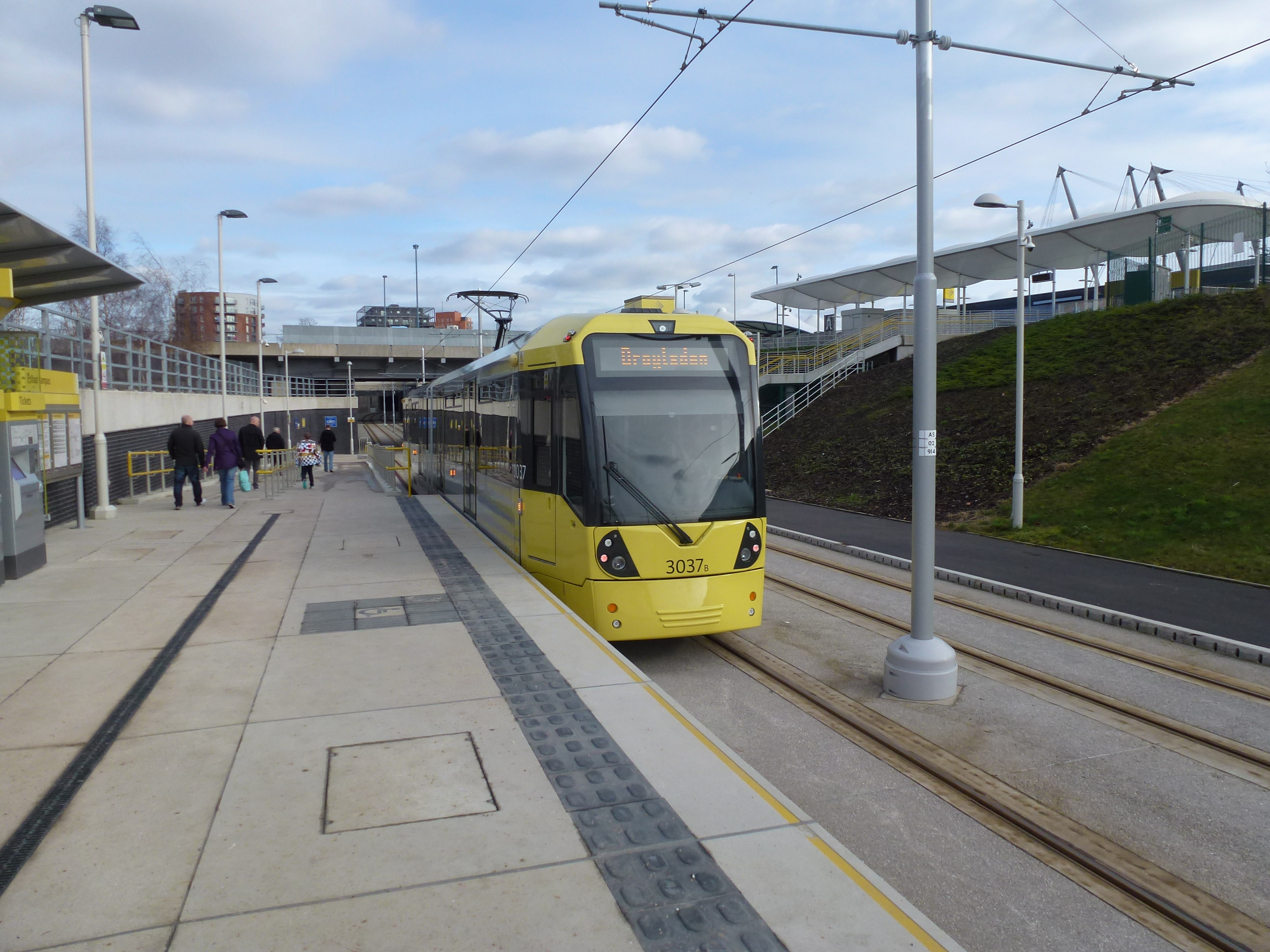
Metrolink szerelvény az Etihad Campus megállóhelyen

A stadion Manchester belvárosától keletre található. A legközelebbi vasútállomás Ashburys, ahonnan körülbelül 20 perces sétával érhető el a stadion, de nincsenek útvonaljelző táblák. Manchester Picadilly vasútállomásról jól kitáblázott útvonalon érhető el a stadion illetve onnan indul a Metrolink (villamosféle közlekedési eszköz) is, a stadion az Etihad Campus megállójánál található.
A helyi buszokról a SportCity nevű megállónál kell leszállni, mérkőzésnapokon vagy rendezvények alkalmával külön buszok is indulnak a stadionhoz. A stadionhoz tartozik egy 2000 helyes parkoló az autóval érkezők számára, de a környéken további parkolóhelyek találhatóak.

## Egyéb használat
| Év   | Előadó                                       |
| ---- | -------------------------------------------- |
| 2004 | Red Hot Chili Peppers                        |
| 2005 | Oasis, U2                                    |
| 2006 | Take That, Bon Jovi                          |
| 2007 | George Michael, Rod Stewart                  |
| 2008 | Foo Fighters, Bon Jovi                       |
| 2009 | -                                            |
| 2010 | -                                            |
| 2011 | Take That                                    |
| 2012 | Coldplay, Bruce Springsteen                  |
| 2013 | Mariah Carey, Muse, Bon Jovi Robbie Williams |

### Koncertek
A labdarúgó-bajnokság szüneteiben a stadion az Egyesült Királyság legnagyobb zenei rendezvényeinek is otthont ad, befogadókapacitása ilyenkor a 60 000-et is elérheti. Az új Wembley építése előtt a City of Manchester volt a legnagyobb stadion-koncertterem.
Az első koncertet 2004-ben adta a Red Hot Chili Peppers. 2005-ben az Oasis rekordot döntött a 60 000 jelenlévővel.

## Fordítás
Ez a szócikk részben vagy egészben  a   City of Manchester Stadium című angol Wikipédia-szócikk fordításán alapul.  Az eredeti cikk szerkesztőit annak laptörténete sorolja fel. Ez a jelzés csupán a megfogalmazás eredetét és a szerzői jogokat jelzi, nem szolgál a cikkben szereplő információk forrásmegjelöléseként.